# Zbór ewangelicko-augsburski w Chodzieży

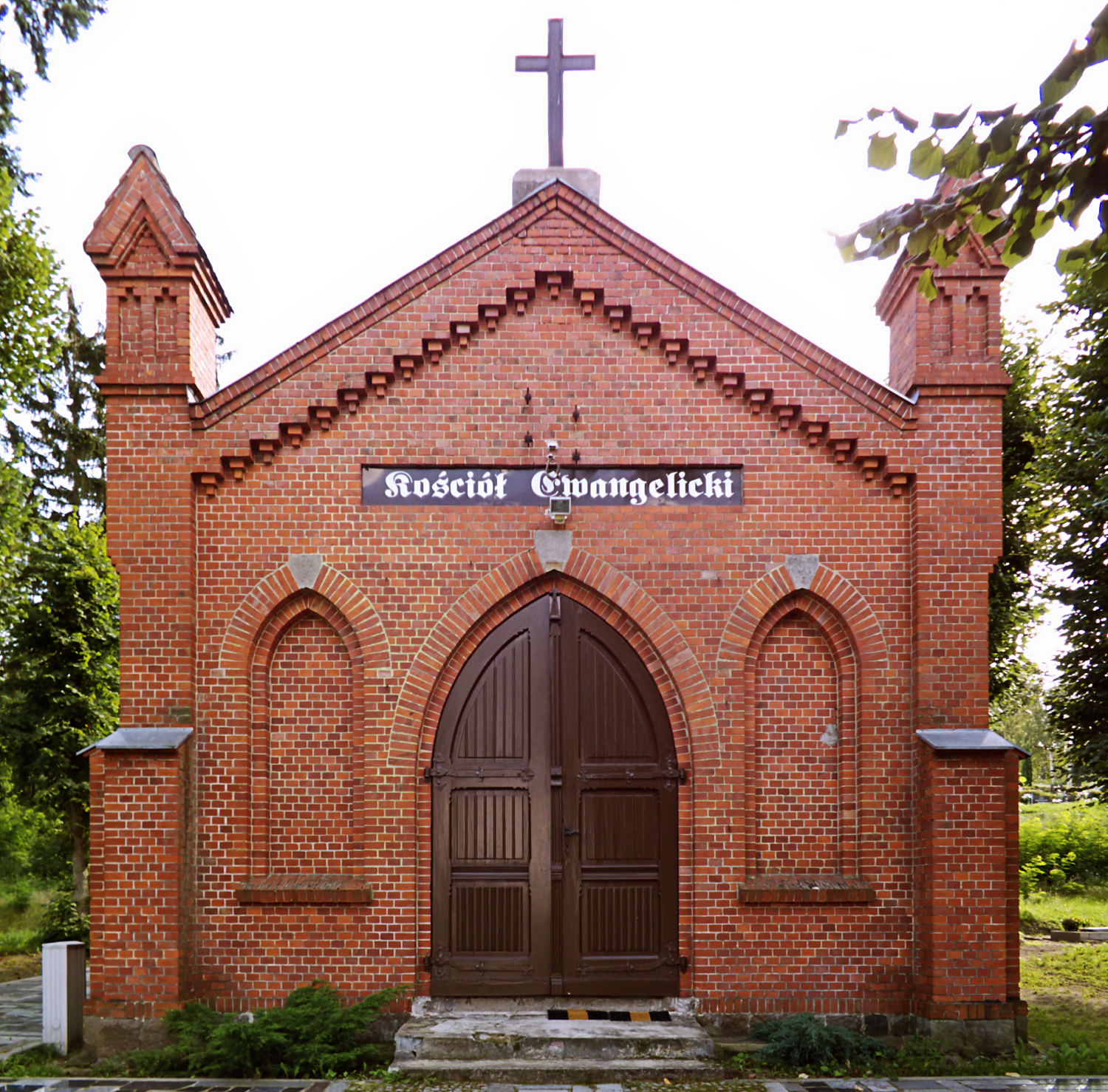
Kaplica ewangelicka w Chodzieży

Zbór ewangelicko-augsburski w Chodzieży – zbór ewangelicki w Chodzieży, do 1945 roku parafia Kościoła Ewangelicko-Unijnego, obecnie filiał parafii Ewangelicko-Augsburskiej w Pile, w diecezji pomorsko-wielkopolskiej.

## Historia
Ślady wpływów reformacji w Chodzieży były widoczne przynajmniej około 1530 roku. Około 1554 roku bracia Potuliccy, właściciele miasta, przyjęli luteranizm i przekazali współwyznawcom kościół parafialny, który katolicy odzyskali pod koniec lat 80. XVI wieku. W międzyczasie ewangelicka szkoła miejska osiągnęła wysoki poziom nauczania, uczęszczał do niej m.in. przyszły prymas Polski Wawrzyniec Gembicki. 
W XVII wieku w okolicach rozwijało się protestanckie, niemieckie osadnictwo, pierwszymi takimi wsiami były Bukowiec (1635) i Podanin (1637). Napływ osadników wzmógł się jeszcze w XVIII w. W samej Chodzieży luteranie posiadali cmentarz i – okresowo – szkołę. Po włączeniu regionu do Prus w 1772 roku, protestanci w krótkim czasie stali się drugą co do wielkości grupą mieszkańców (po Żydach), a następnie grupą najliczniejszą. Nabożeństwa początkowo odprawiał pastor z Bukowca w domach prywatnych kilka razy do roku, lecz już w 1774 roku właściciel miasta hrabia Zygmunt Grudziński podarował parcelę na Nowym Mieście (obecnie ul. Kościuszki), na której w ciągu 2 lat wzniesiono drewniany kościół i plebanię. Pierwszym pastorem chodzieskim został w latach 1779–1825 Andreas Chrysostomus Krüger.
W 1780 roku kościół został uszkodzony przez pożar, w 1820 przez burzę, ostatecznie został rozebrany i w latach 1829–1831 zbudowano z funduszy króla Fryderyka Wilhelma III murowany kościół klasycystyczny. Do kilkutysięcznej parafii należało też kilka wsi z własnymi domami modlitwy – Podanin, Stróżewo, Stróżewice, Ostrówek, Olędry Milczewskie. W latach 1887–1889 w kościele odprawiano także nabożeństwa w języku polskim dla robotników sezonowych przybyłych z okolic Kępna. W 1892 roku powstał szpital ewangelicki, osiadły też diakonise, pełniące m.in. służbę opiekuńczą nad chorymi. Po II wojnie światowej opuszczony kościół został rozebrany, a dzwony i organy przejęła parafia katolicka.
Ewangelicy pozostali w Chodzieży i okolicach po 1945 roku dojeżdżali na nabożeństwa do Poznania, korzystali z nabożeństw domowych, lub przyłączali się do miejscowego zboru metodystycznego. Pierwsze nabożeństwo publiczne odprawił ks. Włodzimierz Missol w kaplicy cmentarnej przy ul. Ujskiej w dniu 27 lutego 1955 roku. Kaplica ta do dziś pozostaje centrum religijnym nielicznej społeczności ewangelickiej z miasta i dwóch sąsiednich powiatów. W 1999 roku Chodzież została przyłączona jako filia do nowo powstałej parafii w Pile, której proboszczem jest obecnie ks. Tomasz Wola. Nabożeństwa odbywają się raz w miesiącu.
Na miejscowym cmentarzu ewangelickim w 2004 roku odsłonięto tablicę upamiętniająca mieszkańców, pochowanych tu w latach 1818–1945.